# 菅裕一
菅 裕一（かん ゆういち、1977年9月19日 - ）は、愛媛県出身のバスケットボール選手。元日立サンロッカーズ所属。背番号は11。

## 来歴
松山市立内宮中学校、新田高校から京都産業大学を経て、日立に入社。
2001年のユニバーシアードで日本代表に選ばれる。翌年のアジア大会にも出場。2008-09シーズンは準優勝に貢献し、年間ベスト5賞に輝く。
2009-10シーズン限りで引退。10年間の功績を讃え、背番号11は永久欠番とされ、2010-11シーズン開幕戦においてセレモニーが開かれる。
引退後は日立に社員として残る。

## 経歴
- 新田高校 - 京都産業大学 - 日立サンロッカーズ（2000年〜2010年）

## 日本代表歴
- 2001ユニバーシアード
- 2002アジア大会

## 受賞歴
- 2008年度年間ベスト5賞